# Niebüll
Niebüll (på danska Nibøl och på frisiska Naibel) är en stad i Kreis Nordfriesland i Schleswig-Holstein. Den har cirka 10 200 invånare och är därmed den tredje största staden i denna kreis. Staden ingår i kommunalförbundet Amt Südtondern tillsammans med ytterligare 29 kommuner. Kyrkbyn Deezbüll har på senare år växt ihop med Niebüll och är dess sydvästliga del. Stadens historia går tillbaka till 1436. Christuskirche, som Niebülls kyrka heter, är från 1800-talet. I staden finns bland annat ett museum för modern konst (Haizmann-Museum), Friesisches Museum (frisiskt museum) och Naturkundemuseum Niebüll (naturhistoriskt museum).

## Vänorter
Niebüll har följande vänorter:
- Malmesbury, Wiltshire, England (sedan 1976)
- Płoty, i Polen (sedan 1997)
- Gien, i Frankrike (sedan 2000)

## Bilder

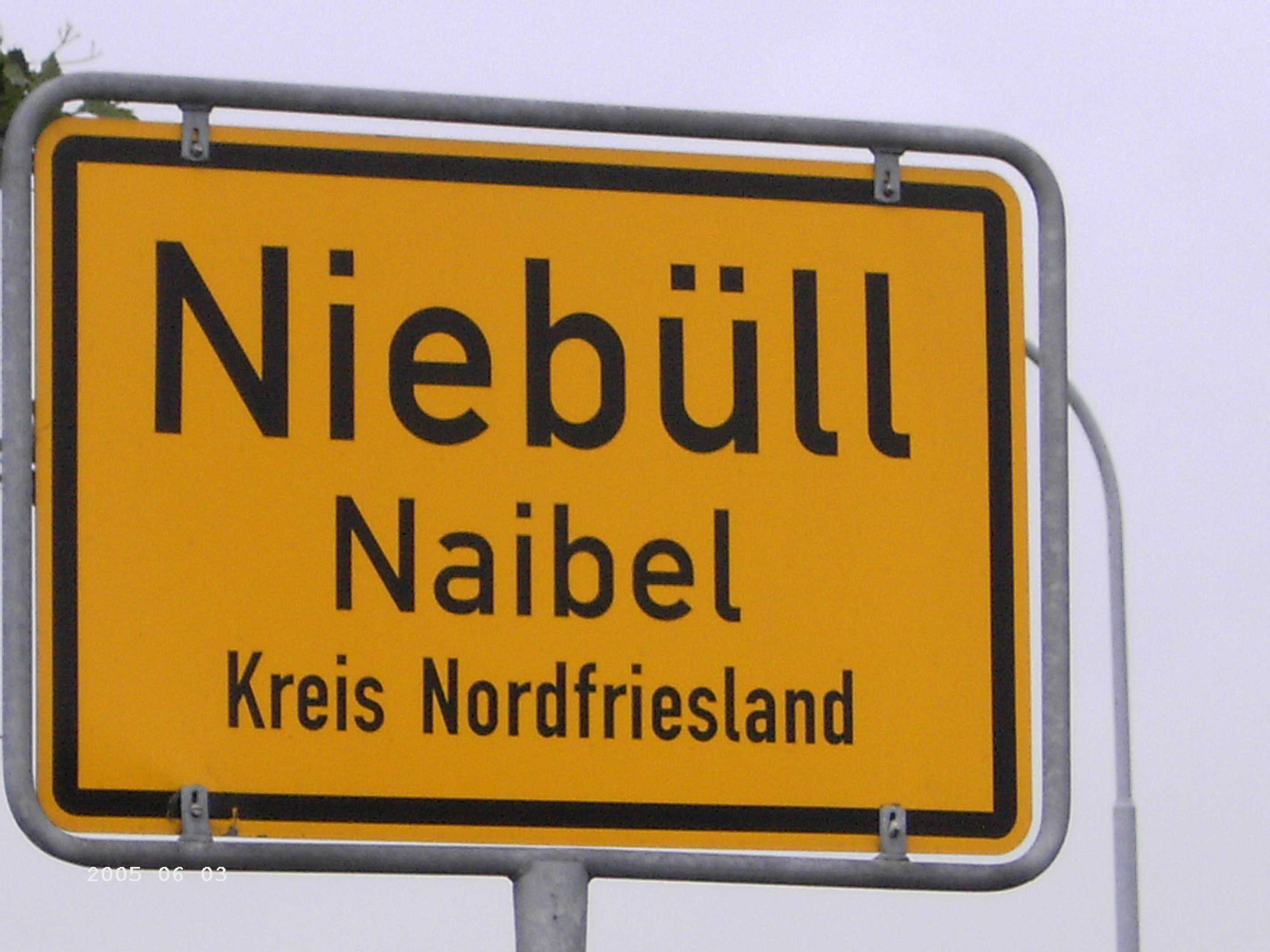
Niebüll, med ortnamnet på frisiska under det tyska.
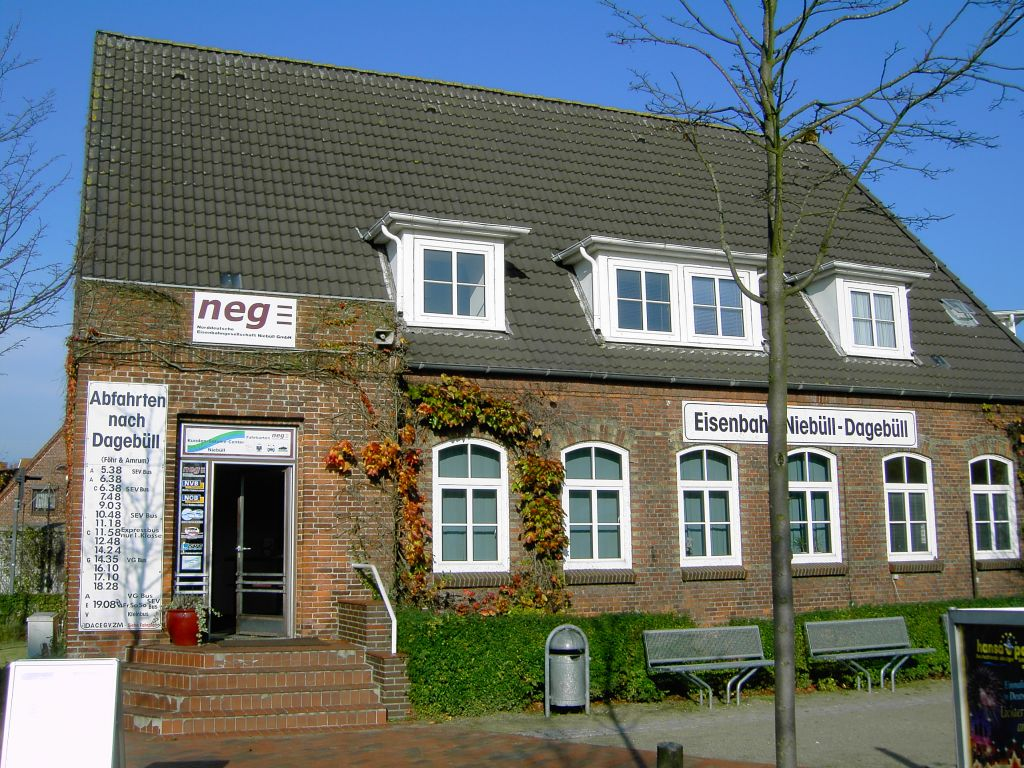
Järnvägsstationen i Niebüll. Den ingår i Eisenbahn Niebüll-Dagebüll.